# José Manuel Hernández
José Manuel Hernández (Caracas, Venezuela, 1853 - Nueva York, Estados Unidos, 25 de agosto de 1921) fue un caudillo, militar y político de Venezuela. Hijo de inmigrantes de las islas Canarias, bajo el mando del general Esteban Quintana combate contra el gobierno dictatorial del Septenio Guzmancista (1870-1877). Herido de bala y machete en el combate de Los Liros en Paracotos el 11 de agosto de 1870, recibe el apodo de El Mocho Hernández. 

## Biografía
Trabajó como carpintero, y tuvo que huir a La Habana por cuestiones políticas. Casado con Nicolasa Sivira, tienen una hija llamada Natividad pero queda viudo. Vuelve a Venezuela y sigue siendo opositor a los guzmancistas. En 1887 se instala en Territorio Federal Yuruary para trabajar en las minas auríferas del Callao. 
Promueve una rebelión contra el corrupto gobernador Pedro Vicente Mijares de Solórzano y Labadt (1858-1905). El movimiento general de reivindicación política auspiciado por la Sociedad Liberal Democrática del Yuruari, estaba bajo la dirección de Miguel Parra Hernáiz como Presidente y Manuel Hernández, como Vicepresidente. En su expansión, el movimiento logró la formación de núcleos partidarios de la integración en todos los centros mineros, a fin de lograr la reincorporación del Territorio Federal Yuruari a la sección Guayana. Este objetivo se logra con la aplicación del decreto emanado por la Constitución de 1892, a través del cual se eliminan los Territorios Federales. Dos años después el presidente Juan Pablo Rojas Paúl aprueba la remoción del gobernador y acepta las demandas de los rebeldes. En 1890 es nombrado presidente de obras públicas en Yuruary y poco después queda a cargo de la construcción de la carretera a San Félix.
Se presenta de candidato a la presidencia, pero el presidente Raimundo Andueza Palacio hace elegir a José Martínez Mayz. Debido a sus protestas, en enero siguiente la elección es anulada. Opositor al continuista (término usado para los sucesores del guzmancismo, Rojas Paúl y él) Andueza Palacio, es encarcelado en Ciudad Bolívar en septiembre y liberado en febrero de 1892. Se une a Joaquín Crespo durante la Revolución Legalista. Toma Ciudad Bolívar el 19 de agosto de 1892, anulando el plan del acueducto del norteamericano George F. Underhill.

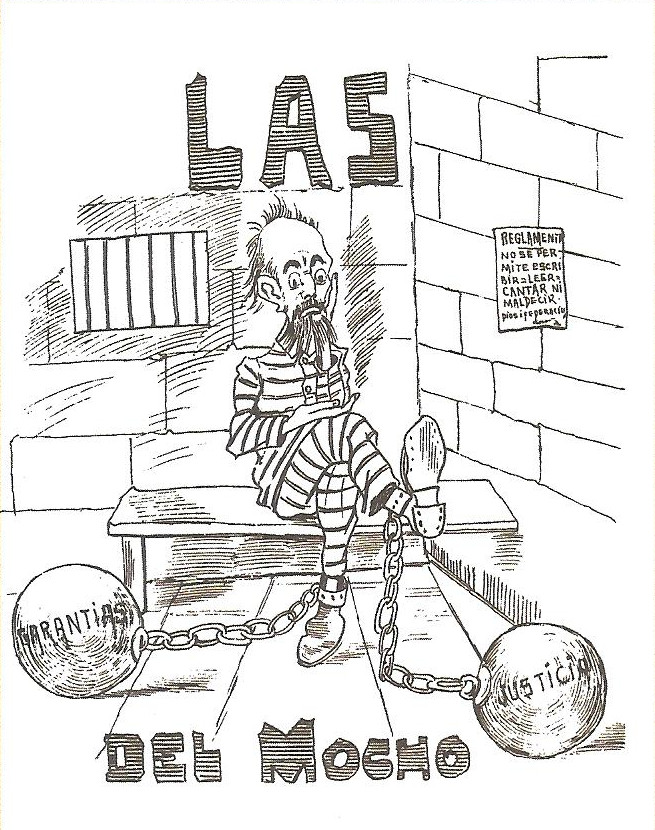
Caricatura del Mocho Hernández encarcelado, 1898.

En 1893 es diputado del estado Bermúdez. Censura la Constitución que propone Crespo, distanciándose del gobierno. En 1895 viaja a Nueva York para enfrentar un juicio con Underhill, gana y aprende de las técnicas de las campañas electorales de dicho país.
Durante 1897 celebra mítines como candidato del Partido Liberal Nacionalista fundado por Alejandro Urbaneja, crece su popularidad. Sin embargo, el 1 de septiembre Crespo manda ocupar las mesas de votación e impone a su candidato Ignacio Andrade. Hernández se alza en Queipa (cerca de Valencia) el 2 de marzo de 1898, (lugar donde pueblerinos aseguran que tendría un hijo al cual este no reconocería, bajo el nombre de Luis). Crespo sale a enfrentrarlo personalmente pero es muerto en la batalla de la Mata Carmelera el 16 de abril). En junio es capturado por el general Ramón Guerra y llevado a la cárcel de La Rotunda, donde permanece hasta octubre de 1899.
Tras la Revolución Liberal Restauradora es liberado por Cipriano Castro. Ministro de Fomento, se alza en armas contra Castro por no creerlo capaz de solucionar los problemas del país. Rápidamente vencido, en 1900 es encarcelado en el castillo de San Carlos de la Barra hasta ser liberado producto del bloqueo naval a Venezuela de 1902-1903. Entre 1903 y 1904 es ministro plenipotenciario en Washington D. C., pero renuncia por sus diferencias con Castro.
Vuelve a su país tras la caída de este y es nombrado miembro del Consejo de Gobierno entre 1909 y 1911, pero rompe con el presidente Juan Vicente Gómez. Debe partir al exilio en Puerto Rico, Cuba y Estados Unidos donde muere el 25 de agosto de 1921. En 1912 tiene un hijo en España, según dictan los registros oficiales en la ciudad de Málaga, de nombre Manuel Hernández Rodríguez .